# Giuseppe Garibaldi
Giuseppe Garibaldi, italijanski revolucionar, politik in vojskovodja, * 4. julij 1807, Nica, Prvo Francosko cesarstvo, † 2. junij 1882, Caprera, Kraljevina Italija.
Kot mladenič se je pridružil karbonarjem, skupini revolucionarnih italijanskih patriotov. Po propadlem uporu je pobegnil v Južno Ameriko, kjer se je boril na čelu italijanske legije v urugvajski državljanski vojni in drugih konfliktih. V Italijo se je vrnil kot poveljnik v spopadih v sklopu risorgimenta. Za njegove vojaške in politične zasluge pri združevanju Italije je bil proglašen za narodnega junaka.
Po njem je mdr. imenovanih veliko ulic ali cest po italijanskih mestih, Bersaljerska brigada Garibaldi in celo gora (stratovulkan) Mount Garibaldi v pogorju Garibaldi v kanadski Britanski Kolumbiji.